# Stephanopis colatinae
Stephanopis colatinae là một loài nhện trong họ Thomisidae.
Loài này thuộc chi Stephanopis. Stephanopis colatinae được Ilka Maria Fernandes Soares & Ilka Maria Fernandes Soares miêu tả năm 1946.